# Kanton Cébazat
Der Kanton Cébazat ist seit 2015 ein französischer Wahlkreis in den Arrondissements Clermont-Ferrand und Riom im Département Puy-de-Dôme in der Region Auvergne-Rhône-Alpes.

## Gemeinden
Der Kanton besteht aus fünf Gemeinden mit insgesamt 19.407 Einwohnern (Stand: 2022) auf einer Gesamtfläche von 33,48 km²:
| Gemeinde       | Einwohner 1. Januar 2022 | Fläche km² | Dichte Einw./km² | Code INSEE | Postleitzahl | Arrondissement   |
| -------------- | ------------------------ | ---------- | ---------------- | ---------- | ------------ | ---------------- |
| Blanzat        | 3.729                    | 6,96       | 536              | 63042      | 63112        | Clermont-Ferrand |
| Cébazat        | 8.949                    | 10,02      | 893              | 63063      | 63118        | Clermont-Ferrand |
| Durtol         | 1.964                    | 4,01       | 490              | 63141      | 63830        | Clermont-Ferrand |
| Nohanent       | 2.246                    | 4,20       | 535              | 63254      | 63830        | Clermont-Ferrand |
| Sayat          | 2.519                    | 8,29       | 304              | 63417      | 63530        | Riom             |
| Kanton Cébazat | 19.407                   | 33,48      | 580              | 6307       | –            | –                |